# 獨眼巨人號煤船 (AC-4)
獨眼巨人號煤船（英語：USS Cyclops，舷號AC-4），一艘在第一次世界大戰爆發三年前由美國海軍建造的煤船，為普罗透斯級煤船的二號船，船名源自希臘神話中居住在西西里島的巨人種，為美國海軍中第二艘以此命名的船隻。
1918年3月4日之後的某天，載著306名船員及乘客的獨眼巨人號在聖基茨島附近失蹤，為直至目前為止美國海軍史上非直接受戰火波及下減員最多的船隻意外。由於時值一戰期間，且其上載有10,800長噸（11,000公噸）用於生產軍火的錳礦石，美軍與史學家等人皆推測她的失蹤原因為被德意志帝國海軍俘獲或擊沉，但德軍當下和戰後都否認與事件有關。美國海軍歷史與遺產司令部認為獨眼巨人號「可能被突如其來的風暴殺了個措手不及」，但該船失蹤的真正原因依然不明。

## 歷史
獨眼巨人號由位於賓夕法尼亞州費城的克雷普父子造船廠建造，並在1910年5月7日正式下水，同年11月7日投入使用。隨著美國投入第一次世界大戰內，她也在1917年5月1日被美國海軍徵用，隨後在同年6月加入前往法國圣纳泽尔的物資運送艦隊，並在隔月返回美國。在1918年1月9日被分發至海外運輸隊（Naval Overseas Transportation Service，美國軍事海運司令部的前身）前，獨眼巨人號除了一次前往加拿大新斯科舍省哈利法克斯的航行外，其餘時間都在美國東岸服役。之後她便航行至巴西水域，為南大西洋的英國船隻運送燃料，還得到了來自美國國務院和海軍太平洋艦隊司令的感謝狀。

### 失蹤
獨眼巨人號在1918年2月16日從巴西里約熱內盧出海，並於四天後駛達巴伊亞州首府薩爾瓦多。同月22日又載著錳礦石出發，啟程前往美國馬里蘭州巴爾的摩，期間無中轉港。在離開巴西前，船長喬治·W·沃利（George W. Worley）提交了一份稱右舷發動機氣缸破裂、無法運作的報告，但調查委員會收到報告建議返航美國後再從長計議。同時該船被認為已超出8,000長噸（8,100公噸）的最大載量，但還是獲得放行。即使如此，她隨後還是因為水位超過載重船舶吃水線（表明已超載），而被迫在巴貝多作計劃外的停泊，然而在里約熱內盧的例行檢查卻表明裝船貨物捆扎妥當。獨眼巨人號在3月4日再次啟航駛向巴爾的摩，並據傳在五天後於維吉尼亞州外海碰見糖蜜液貨船「阿莫爾科號」（Amolco），但阿莫爾科號的船長對此予以否認。此外，她預定要到3月13日才抵達巴爾的摩，因此極不可能在9日便駛到維吉尼亞附近，畢竟當時該地距巴爾的摩的航程只需一天時間。但無論如何，獨眼巨人號最終都未能到達其目的地，也從未發現過這艘船的殘骸。
報告顯示，在3月10日，即傳聞獨眼巨人號被阿莫爾科號發現後的隔天，一場猛烈的風暴席捲了維吉尼亞海岬地帶。儘管有人認為超載、發動機故障和惡劣天氣的結合為獨眼巨人號沉沒的原因，一份詳細的海事報告仍得出如此結論：「雖然存在各種解釋其為何失蹤的理論，但卻沒有一個是令人滿意的」。然而這份報告是在獨眼巨人號的兩艘姊妹船——普羅透斯號和涅羅斯號在第二次世界大戰期間同告失蹤後才寫的。而後兩者皆背負著運送重金屬礦石的任務，這與在最後一次航行中滿載錳礦石的獨眼巨人號有類似的狀況。另外還有一個奇怪的理論，就是將三艘船的失蹤歸因於百慕大三角。
美國海軍少將喬治·范德烏爾斯（George van Deurs）表示獨眼巨人號失事可能出於結構失效，理由為其兩艘姊妹船在運載具腐蝕性的金屬時，都遇到了沿著船殼首尾延伸的工字梁遭腐蝕的問題。此問題在傑森號煤船上得到了明確的觀察，也據信是另一艘在平靜海面上斷成兩截的貨船「恰奇號」（Chuky）沉沒的原因。此外，獨眼巨人號面對的可能是風速達30—40節（56—74每小時；35—46英里每小時）的風暴，在這種情況下，浪距的長度足夠讓船頭和船尾同時維持在不同的浪峰之上，但由於其他部分不被海水支撐的關係，本就脆弱無比的舯部必然會承受額外的壓力。
1918年6月1日，時任助理海军部长富蘭克林·D·羅斯福正式宣布獨眼巨人號失蹤，船上306人亦被認定全數罹難。同年，美國海軍在其年度報告中簡短概述了獨眼巨人號的意外。其中一位失蹤的船員是非裔美國人劉易斯·H·哈德威克（Lewis H. Hardwick），他是曾贏得世界有色人種次中量級及中量級拳擊賽冠軍，在1930至40年代活躍，綽號為「可可小子」（Cocoa Kid）的非裔波多黎各拳擊手赫伯特·劉易斯·哈德威克的父親。
在BBC廣播四台播出的一部紀錄片中，長期擔任《廣角鏡》所屬調查記者的湯姆·曼格邀請了一位受僱於萊斯銀行的專家，調查獨眼巨人號事件。專家指出，錳礦石的密度要比煤炭大得多，即使滿載時也有在貨艙內移動的空間，且當雨天時，礦石會變成漿料，令負載更容易移位。也因如此，到處移動的負載、惡劣天氣和發動機失去動力三者合一，可能便是獨眼巨人號沉沒的原因。

## 船長

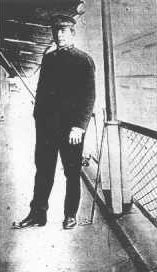
美國海軍預備役少校喬治·W·沃利（George W. Worley）

經美國海軍情報局調查後，沃利船長的真身為在1862年（官方海軍登記冊顯示其出生日期為1865年12月11日）出生於德意志邦聯汉诺威王国桑德施泰特（現屬德國下薩克森州）的約翰·弗雷德里克·維希曼（Johan Frederick Wichmann），並在1878年在舊金山以棄職離船的方式進入美國境內。20年後，維希曼將自已姓氏改為沃利（Worley，參考自一位水手朋友的名字），並在舊金山的巴巴里海岸（Barbary Coast）擁有及經營著一家沙龍，同時也說服其兄弟們移民美國，並得到他們一系列的幫助。在此期間，沃利考獲了船長執照，指揮過數艘民用商船，並遊走遠東和舊金山兩地，接卸合法或非法（部分說法指鴉片）的貨物。然而曾在這些船上工作過的船員都表示，他據說與因追捕邦蒂號的叛變者而知名的潘朵拉號護衛艦船長愛德華·愛德華茲有著類似的性格，船員們經常會因一些瑣碎的事情而被沃利虐待。儘管如此，沃利還是在1917年2月21日被任命為美國海軍輔助後備役少校。
海軍調查人員從前船員那裡查出了有關沃利習慣的情報：即使是輕微的過失，他仍然會去斥責和咒罵那些犯錯的官兵，甚至變得暴力起來；據說有一次，這位後來成為獨眼巨人號指揮的船長曾拿著手槍在船上追著一名少尉跑。有時候他會穿著一頂高帽和秋衣秋褲在船上巡視。沃利有時還會讓一名缺乏經驗的軍官負責貨物裝載的工作，而經驗豐富的則被軟禁在睡房內。在里約熱內盧，一名有著類似狀況的軍官就被指派監督錳礦石的裝載，但一般來說，煤船並不適合運送錳礦石，獨眼巨人號也可能正因如此落得永埋海底的下場。對沃利最嚴重的指控是其戰時的親德傾向，有與敵人勾結的可能；誠然，他最親密的朋友和同事要麼是德國人，要麼就是德裔美國人。美國駐巴貝多領事查爾斯·勒德洛·利文斯頓（Charles Ludlow Livingston）發現獨眼巨人號上出現大量德語人名，推測其上有許多德意志帝國同情者。其中一位獨眼巨人號最後一次航行的乘客，是與沃利一樣因親德情緒而備受憎惡的駐里約熱內盧總領事阿爾弗雷德·路易·莫羅·戈特沙爾克（Alfred Louis Moreau Gottschalk）。利文斯頓表示，他相信戈特沙爾克可能直接參與了與沃利的合作，將這艘船移交給德人。一戰過後，人們在德軍的檔案庫中並未找到與獨眼巨人號最終命運相關的記載，無論是經沃利之手還是被潛艇襲擊，皆無從考究。
就在搜索獨眼巨人號的行動行將取消之際，美國國務院在1918年4月17日收到了利文斯頓的電報，內容如下：
國務卿
華盛頓哥倫比亞特區
4月17日，下午兩點
國務院第15號機密文件。獨眼巨人號的船長表示需要具備600噸的煤炭才能啟航前往百慕達，發動機的狀況很差，資金亦不足，故而懇請我樂善好施。我對此持極其保留的態度。在確認他在這裡買了一噸鮮肉、一噸麵粉和一千磅蔬菜後，我已代付了775美元。從不同渠道收集到以下信息：他有很多煤，大概有1500多噸，但據聞都是經過混合後的劣質品。船長被其他人暗諷為該死的荷蘭人，其他軍官也似乎不太喜歡他。有傳言指，來這裡的路上發生了騷亂，有人被關押，有人被處決；還有一些囚犯來自巴西水域的船隊，其中一名被判了無期徒刑。若把軍官，以及包括戈特沙爾克總領事在內的乘客排除在外的話有231名船員。有船員名錄，但不是所有軍官和乘客都有記錄在冊，但其上包含許多德語人名。從港口發出的電報或無線電報中有一定數量被直接傳達或轉達至船長那邊。巴貝多的所有電報都存檔在聖托馬斯的總部內，我祗好建議在那裡進行仔細的審查。可能是（船員們）出於對船長的本能厭惡，但在沒有任何明確理據的前提下，我憂慮（獨眼巨人號）的最終命運不單純只是沉沒這麼簡單。
利文斯頓領事
Secretary of State
Washington, D.C.
April 17, 2 p.m.
Department's 15th. Confidential. Master CYCLOPS stated that required six hundred tons coal having sufficient on board to reach Bermuda. Engines very poor condition. Not sufficient funds and therefore requested payment by me. Unusually reticent. I have ascertained he took here ton fresh meat, ton flour, thousand pounds vegetables, paying therefore 775 dollars. From different sources gather the following: he had plenty of coal, alleged inferior, took coal to mix, probably had more than fifteen hundred tons. Master alluded to by others as damned Dutchman, apparently disliked by other officers. Rumored disturbances en route hither, men confined and one executed; also had some prisoners from the fleet in Brazilian waters, one life sentence. United States Consul-General Gottschalk passenger, 231 crew exclusive of officers and passengers. Have names of crew but not of all the officers and passengers. Many Germanic names appear. Number telegraphic or wireless messages addressed to master or in care of ship were delivered at this port. All telegrams for Barbados on file head office St. Thomas. I have to suggest scrutiny there. While not having any definite grounds I fear fate worse than sinking though possibly based on instinctive dislike felt towards master.
LIVINGSTON, CONSUL.
某些報導認為此電報出自布羅克霍爾斯特·利文斯頓（Brockholst Livingston）的手筆，但他實際上是查爾斯·利文斯頓領事的13歲兒子。

## 姊妹船
獨眼巨人號有三艘姊妹船，均於1913年服役，但皆命運多舛：
- 朱比特號（USS Jupiter）， 舷號AC-6，在1920至1922年間被改裝成航空母艦，並作為蘭利號（USS Langley, CV-1）重新服役，為美國海軍史上第一艘航空母艦，對美國海軍航空能力的發展至關重要。她在1936至1937年間再被改造成水上飛機母艦，其舷號亦獲重新編排作AV-3。蘭利號在1941年12月期間在菲律賓駐紮，並在日軍偷襲珍珠港和菲律賓後啟程前往澳大利亞。1942年2月27日，她在運送戰機前往東南亞時遭到日軍的襲擊，在空襲中受到重創。在倖存的船員獲救後，蘭利號被護航的驅逐艦以魚雷擊沉[23]。
- 普羅透斯號（英语：USS Proteus (AC-9)）（USS Proteus），舷號AC-9，在1941年3月8日賣至加拿大商船隊（英语：Canadian Merchant Navy），並在載滿用於製造鋁的鋁礬土的同時，於同年11月25日在加勒比海域內或附近失蹤[24]。
- 涅羅斯號（英语：USS Nereus (AC-10)）（USS Nereus），舷號AC-10，在1941年2月27日出售至加拿大鋁業公司，並在同年12月10日之後的某天駛離美屬維爾京群島的聖托馬斯島後，與船上滿載的鋁土礦一同失蹤[25]。

### 報章
- "Cold High Winds Do $25,000 Damage'" Washington Post, 11 March 1918
- "Collier Overdue A Month", The New York Times, 15 April 1918
- "More Ships Hunt For Missing Cyclops", The New York Times, 16 April 1918
- "Haven't Given Up Hope For Cyclops", The New York Times, 17 April 1918
- "Collier Cyclops Is Lost; 293 Persons on Board; Enemy Blow Suspected", The Washington Post, 15 April 1918
- "U.S. Consul Gottschalk Coming To Enter The War", The Washington Post, 15 April 1918
- "Cyclops Skipper Teuton, 'Tis Said", The Washington Post, 16 April 1918
- "Fate of Ship Baffles", The Washington Post, 16 April 1918
- "Steamer Met Gale on Cyclops' Course", The Washington Post, 19 April 1918

#### 1918年後
- . The St. Petersburg Times. 1929  [2013-12-27]. （原始内容存档于2023-01-16）.
- . The Southeast Missourian. 1930  [2013-12-27]. （原始内容存档于2023-01-16）.
- . The Age. 1939-10-07  [2013-12-27]. （原始内容存档于2023-01-16）.
- Wynne, Vance. . Pittsburgh Post-Gazette. 1942  [2013-12-27]. （原始内容存档于2023-01-16）.
- . Sarasota Journal. 1973  [2013-12-27]. （原始内容存档于2023-01-16）.
- . The Free Lance-Star. 1973  [2013-12-27]. （原始内容存档于2023-01-16）.
- . Upside Chronicles. 2021  [2021-09-08]. （原始内容存档于2023-06-07）.

## 延伸閱讀
- Barrash, Marvin W. "U.S.S. CYCLOPS" and "Murder on the Abarenda" HeritageBooks.com / https://heritagebooks.com/search?q=barrash （页面存档备份，存于） Heritage Books, Inc. ISBN 0788451863

## 外部連結
- Reck, Alfred P. "Strangest American Sea Mystery Is Solved at Last?", Popular Science, June 1929，第PA15頁，載於Google圖書
- Barrash, Marvin W. "U.S.S. CYCLOPS" and "Murder on the Abarenda" HeritageBooks.com / https://cyclopsbook.wixsite.com/home （页面存档备份，存于）